# Oberuckersee
Oberuckersee is een meer met een oppervlakte van 8,5 km² en ligt ten zuiden van Prenzlau in Noord-Duitsland, deelstaat Brandenburg.
Ten noorden van het meer ligt een groter meer, de Unteruckersee.

## Zie ook

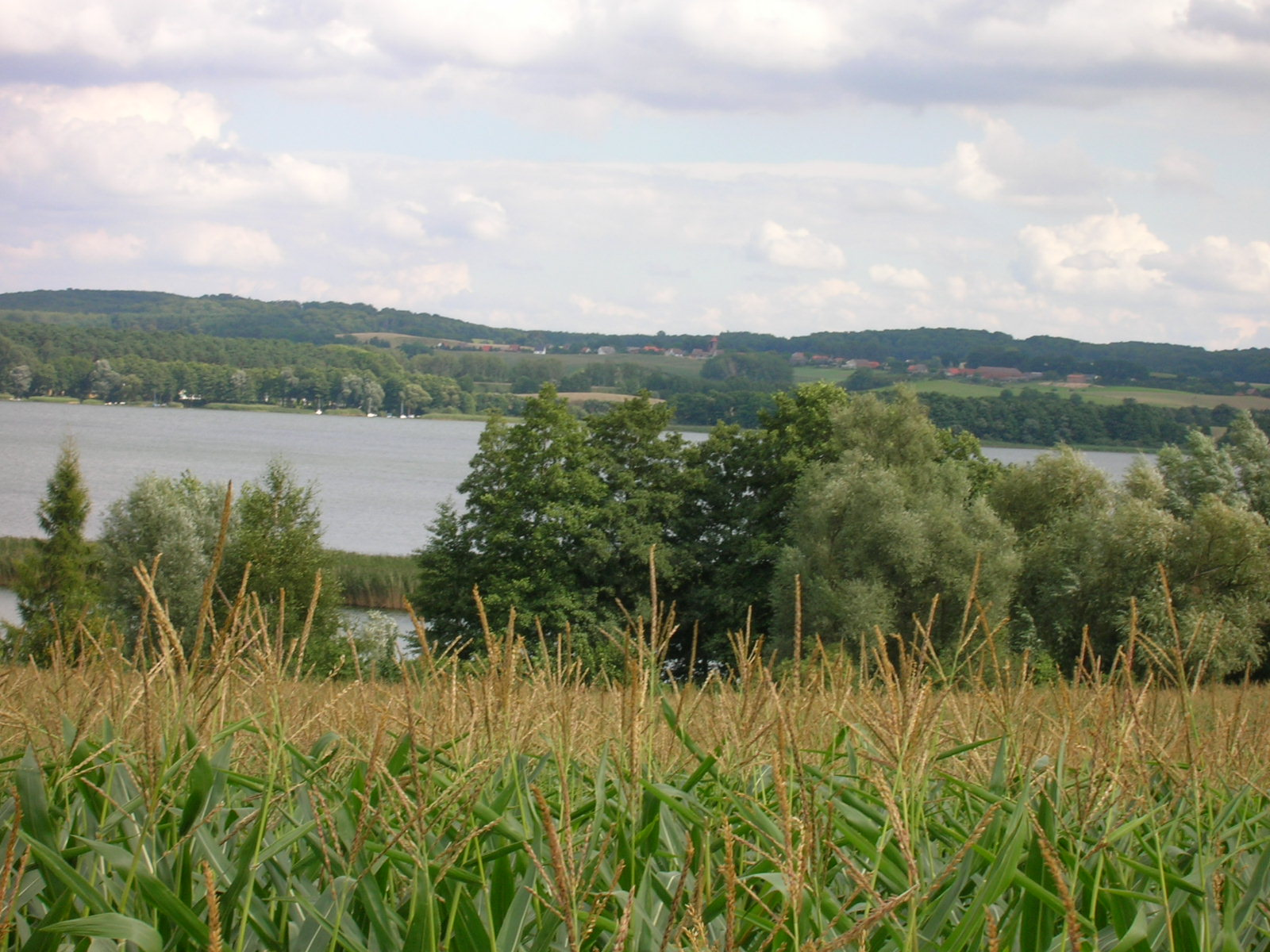
Uitzicht vanaf westoever